# 埃伦 (德国)
埃伦是德国莱茵兰-普法尔茨州的一个市镇。总面积9.36平方公里，总人口821人，其中男性428人，女性393人（2011年12月31日），人口密度88人/平方公里。